# Domenico Mancini (religioso)
Domenico Mancini (fl. XV secolo) è stato un religioso italiano.
Nel 1482 visitò l'Inghilterra e vi rimase per qualche anno. Egli lasciò una testimonianza, molto preziosa per gli storici, degli eventi che seguirono alla morte di Edoardo IV e che portarono alla presa di potere di Riccardo III. Dopo che lasciò Londra, tornato sul continente, scrisse un rapporto che chiamò De Occupatione Regni Anglie per Riccardum Tercium. Tale resoconto, il cui committente era Angelo Catone di Supino, all'epoca arcivescovo di Vienne, è oggi la maggior fonte d'informazione su quel periodo della storia inglese, anche se rimase pressoché sconosciuto fino al 1934, quando venne riscoperto all'interno degli scaffali della biblioteca municipale di Lilla.
| Controllo di autorità | VIAF (EN) 34602833 · ISNI (EN) 0000 0001 2100 5650 · SBN UBOV553273 · BAV 495/55989 · CERL cnp00404841 · LCCN (EN) n87815652 · GND (DE) 119234254 · BNF (FR) cb133239779 (data) · J9U (EN, HE) 987009156709905171 · NSK (HR) 000084554 |